# Општина Пидна-Колиндрос
Општина Пидна-Колиндрос (грч. Δήμος Πύδνας-Κολινδρού, Димос Пиднас-Колиндру) је општина у Грчкој у округу Пијерија, периферија Средишња Македонија. Административни центар је место Либаново.

## Насељена места
Општина Пидна-Колиндрос је формирана 1. јануара 2011. године спајањем 4 некадашње административне јединице: Колиндрос, Либаново, Метони и Пидна.
- Општинска јединица Колиндрос: Колиндрос, Кастанија, Ливади, Лонџино, Ријакија.
- Општинска јединица Либаново: Либаново, Катахас, Милово.
- Општинска јединица Метони: Макријалос, Ајанис, Археа Пидна, Метони, Нови Агатуполи, Стари Елефтерохори.
- Општинска јединица Пидна: Китрос, Алики, Алонија, Мала Милија, Палеостани, Сфендами.